# Hrabstwo Turner (Dakota Południowa)
Hrabstwo Turner (ang. Turner County) – hrabstwo w stanie Dakota Południowa w Stanach Zjednoczonych. Obszar całkowity hrabstwa obejmuje powierzchnię 617,45 mil² (1599,19 km²). Według szacunków United States Census Bureau w roku 2009 miało 8237 mieszkańców.
Hrabstwo powstało w 1871 roku. Na jego terenie znajdują się następujące gminy (townships): Brothersfield, Childstown, Daneville, Germantown, Home, Middleton, Norway, Rosefield, Spring Valley, Swan Lake, Turner.

## Miejscowości
- Chancellor
- Centerville
- Dolton
- Davis
- Hurley
- Marion
- Monroe
- Parker
- Viborg